# Ñico Rojas
Ñico Rojas (3 de agosto de 1921 – 22 de noviembre de 2008, Habana, Cuba) fue un destacado compositor y guitarrista cubano, considerado como uno de los fundadores del estilo de canción cubana llamado "filin".

## Biografía
José Antonio Rojas, más conocido por el sobrenombre de Ñico Rojas, comenzó a tocar la guitarra como autodidacta desde muy joven, y a los dieciocho años inició la carrera de Ingeniería Hidráulica en la Universidad de La Habana.
Ya hacia los años cuarenta, mientras todavía cursaba estudios universitarios, Ñico pasó a formar parte de un grupo de cantantes y compositores que crearon un nuevo estilo de canción cubana, llamado "filin", el cual combinó ritmos cubanos con armonías y melodías influenciadas por el Jazz norteamericano durante los años cuarenta y cincuenta.
Después de su graduación, Rojas estableció su residencia en la ciudad de Matanzas, donde se dedicó al desempeño de su profesión, contribuyendo a la construcción de numerosos proyectos de ingeniería, como puentes y viaductos; así como a la enseñanza de la hidrología en el Instituto José Martí.
A la misma vez, Ñico Rojas continuó cultivando su amor por la música mediante la composición de canciones, tales como los boleros “Mi Ayer”, “Ahora sí sé que te quiero” y “Sé consciente”, que fueron grabadas por reconocidos cantantes como Pepe Reyes, Orlando Vallejo y Miguelito Valdés; así como numerosas piezas para guitarra, que incluían influencias, tanto de la música clásica como de la más rancia tradición nacional. De esa manera Rojas logró crear un estilo guitarrístico muy original, de gran dificultad y sorprendente virtuosismo técnico, el cual según el musicólogo Leonardo Acosta "desborda emoción, vitalidad e intelecto".
Ñico Rojas acostumbró ofrecer recitales anuales en el Museo Nacional de Bellas Artes de La Habana, que sirvieron para dar a conocer su música a la sociedad Habanera, y en 1964 grabó su primer álbum, Suite Cubana para Guitarra, al cual siguió otro en 1977. 
La flautista y saxofonista canadiense Jane Bunnett grabó la pieza de Rojas "Tony y Jesusito" en un álbum de 1993, llamado:  Jane Bunnett & the Cuban Piano Masters (Blue Note), junto al destacado pianista cubano Frank Emilio Flynn, el cual incluyó la misma pieza, así como otra titulada "Mi Ayer" en un álbum titulado "Barbarismo" grabado en 1997. "Mi Ayer" fue incluida también por la cantante Omara Portuondo en su álbum "Palabras" de 1997. Ñico Rojas viajó a New York en 1998, para presentarse en el Lincoln Center junto a otros destacados músicos como Frank Emilio FLynn, Orlando "Cachaíto" López y Winton Marsalis; y el destacado guitarrista Marco Tamayo grabó en su álbum "Music from Cuba" (Naxos Classical) cinco de sus composiciones en 2004.
Las obras para guitarra de Ñico Rojas han sido transcritas por el destacado guitarrista cubano Martín Pedreira, así como por José A. Perez Miranda y Ahmed Dickinson, y publicadas por la EGREM en Cuba.
Rojas recibió numerosas distinciones en Cuba, incluyendo un premio de la UNEAC (Union Nacional de Escritores y Artistas de Cuba) en 1994.